# Землетрясение на Бугенвиле (2010)
Землетрясение магнитудой 6,2 произошло 13 декабря 2010 года в 01:14:42 (UTC) в Папуа — Новой Гвинее, на острове Бугенвиль, в 30,1 км к юго-востоку от города Пангуна. Гипоцентр землетрясения располагался на глубине 135,8 километров. 
Землетрясение ощущалось в населённых пунктах: Арава, Буин, Киета. В результате землетрясения сообщений о жертвах и разрушениях не поступало. Экономический ущерб составил менее 0,01 млн долларов США.
Землетрясение вошло в перечень значительных землетрясений 2010 года по критериям Центра по управлению катастрофами и уменьшению риска (англ. Center for Disaster Management and Risk Reduction Technology, CEDIM), основанного совместно университетом Карлсруэ и Потсдамским центром наук о Земле.

## Тектонические условия региона
С 1900 года в регионе Новой Гвинеи было зарегистрировано 22 землетрясения с магнитудой 7,5+. Основными механизмами землетрясений являются боковое давление и горизонтальное смещение горных пород, связанное со столкновением континента с островной дугой и относительными движениями между многочисленными локальными микроплитами. Крупнейшим землетрясением в регионе было событие с магнитудой 8,2 в северной провинции Индонезии Папуа, в результате которого в 1996 году погибло 166 человек.
Граница между австралийской и тихоокеанской плитами протяженностью более 4000 км простирается от Зондского жёлоба (Ява) на западе до Соломоновых островов на востоке. Восточный участок границы длиной более 2300 км простирается на запад от северо-востока австралийского континента и Кораллового моря до пересечения с восточным побережьем Папуа — Новой Гвинеи. На границе преобладает общая северная субдукция Австралийской плиты.